# Оходен
О̀ходен е село в Северозападна България. То се намира в община Враца, област Враца.

## География
Село Оходен е разположено на 25 км северно от град Враца. Непосредствено до селото тече река Скът, приток на Дунав. Съседни села са Нивянин и Мало Пещене (на изток), Баница (на юг), Девене (на запад) и Борован (на север).

## История

### Неолитно селище
В района на селото, на 2 км северно, се правят археологически разкопки след 2002 г. Намерени са останки от неолитно селище, и градеж, който се определя като „Храм на Слънцето“. Археологът Георги Ганецовски определя находката на скелети на мъж и жена и двойка еленови рога като уникални за епохата.
В неолитното селище в землището на селото, през 2004 година археолозите Георги Ганецовски от Врачанския исторически музей и Красимира Лука от Българско археологическо сдружение откриват уникален скелет на жена, на възраст 8100 години, установена чрез въглерод C14 в немска лаборатория.
Това го прави един от най-старите скелети, принадлежащи на културата на първите земеделци в Европа. Интерес буди фактът, че зъбите на тази праисторическа „Тодорка“, както наричат шеговито археолозите скелета, са в отлично състояние. Височината му е 153 см, като е погребан в поза „хокер“ и днес е експониран „in situ“ във Врачанския музей чрез специална блокова отливка и витрина с газ аргон за консервация.
През юни 2010 година екипът на Георги Ганецовски открива скелет на ритуално погребан мъж, част от първата земеделска цивилизация на стария континент. Кръстен е Христо, на името на жена от екипа. Живял е около 35 години, погребан е в границите на самото неолитно селище и е престоял в земята 8000 години. Намерени са ритуално положени от дясната страна на главата дарове, като кремъчен нож и обърнат с устието надолу сферичен глинен съд, подпиращ главата обърната на изток.
Експонатите са изложени в Историческия музей в гр. Враца и са обект на интерес от българи и чужденци, включително с научна цел.
Археологът Георги Ганецовски и неговият екип продължават разкопките и в следващите години, откривайки работилница за сечива, древен „хладилник“, нефрит, изобразяващ богинята майка и др.

### Средновековие
Оходен е старо селище и датира от българското средновековие. В местността Селището се вижда старо землено отбранително съоръжение от окоп и вал. Вероятно от това съоръжение селото е получило своето име О̀(б)ходен, защото е било „обходено“ с окоп и вал и допълнително защитено с дървена палисада или плет. В съседство са развалините на голяма средновековна църква от XIV в., вероятно разрушена от османските нашественици. Според археолозите средновековното селище се е намирало около църквата, но след нашествието запустява и оцелелите жители се преместват до реката, на мястото на днешното селище.
Село Оходен се среща с днешното си име в османски документи от 1430 г., което свидетелства, че е заварено с това име от османците.
В Руско-турска война от 1877 – 1878 г. взимат участие като опълченци двама жители на с. Оходен – Иван Илиев и Илия Иванов.

## Население
Преброяване на населението през 2011 г.
Численост и дял на етническите групи според преброяването на населението през 2011 г.:
|                     | Численост | Дял (в %) |
| Общо                | 234       | 100,00    |
| Българи             | 226       | 96,58     |
| Турци               | 0         | 0,00      |
| Цигани              | 6         | 2,56      |
| Други               | 0         | 0,00      |
| Не се самоопределят | 0         | 0,00      |
| Неотговорили        | 2         | 0,85      |

## Образование и култура
Първото училище в Оходен е открито през 1860 г.
В селото е съществувало училище „Кирил и Методий“ с обучение до 7–ми клас. Старото училище съществува от 1934 г. а новото е построено през 1958 г. и съществува по документи до 1961 г. От 1968 г. прекратява своята дейност. Сградата е предадена на Гражданска защита, която я използва за нуждите си. На 20.04.2004 г. училищната сграда е върната на Кметство Оходен, но в твърде лошо състояние да се използва по предназначение.
В селото до 1996 г. функционира читалище „Будилник“. Преди закриването му организира художествени пиеси с исторически характер, група за духова музика, спортни състезания и кръжоци, и др. През 2012 г. е регистрирано ново читалище с наименование „Пробуда-2012-Оходен“ с библиотека и салон, помещаващи се в сградата на кметството.
Обредното люлеене е част от празника. Цялата Сирна неделя не се върши женска работа. Това е седмицата на въртележките и люлките. Деца, моми и ергени, а понякога и възрастни до късни вечери се люлеят и въртят. Люлките се връзват на най-високите дървета в махалата, а въртележки се правят почти във всеки двор. На бунището се забива „стожер“ и на него се поставя главината или цялото колело от волската кола. В колелото се изправя чепато дърво и на него 4 – 5 метрово дърво. Две деца лягат „по сърце“ – т.е. по корема в двата края на това дърво, а други две въртят… Не липсват и припевите и буйните хора покрай люлките:

„Леле Радо, бела Радо,

Сношка ми са кумци дошле,

кумци дошле, кон довеле,

и на коня синьо седло,

на седлото малка мома,

на момата криво перо,

на перото треперушка.

Кой мина се трепна.

И я минах, и я трепнах.

(Песента е от с. Оходен, Врачанско и се изпълнява на хоро.)

## Забележителности
В околността на селото е имало манастир, крепост „Калето“. Има и няколко пещери.

## Редовни събития
Съборът на село Оходен е на Свети дух – винаги се пада понеделник, но се прави на предния ден, в неделя. Датата се мени всяка година и се пада през май или юни.

## Личности
От тук са 28 икономисти, 9 лекари, много офицери от армията и полицията, работещи в различни министерства, признат в България и чужбина е скулпторът Цено Ценов.
- Иван Илиев, опълченец
- Илия Иванов, опълченец
- Христо Нинов Михов (18.3.1920 – 17.2.2009), професор по медицина – педиатър.
- Цено Ценов (р. 25 април 1945) – скулптор